# 45e régiment de marche
Pour les articles homonymes, voir 45e régiment.
Le 45e régiment d'infanterie de marche (ou 45e régiment de marche) est un régiment d'infanterie français, qui a participé à la guerre franco-allemande de 1870 et à la campagne de 1871 à l'intérieur.

## Création et différentes dénominations
- 1er novembre 1870 : formation du 45e régiment d'infanterie de marche
- 12 octobre 1871 : fusion dans le 45e régiment d'infanterie de ligne

## Chefs de corps
- 26 octobre 1870 : lieutenant-colonel Didier[1]
- 23 décembre 1870 : lieutenant-colonel Rodde[2],[3]

## Historique
Le 45e régiment de marche est formé à Tours le 1er novembre 1870, à trois bataillons de six compagnies.
Il est affecté à la 1re brigade de la 3e division du 17e corps d'armée, (armée de la Loire).
Après l'arrêt des combats contre les Prussiens, le 45e de marche rejoint le 3 mars 1871 la division de Maudhuy rassemblée face aux troubles à Paris. Le 19 mars, il est rattaché à la 1re division de l'armée de Versailles puis à partir du 6 avril à la 2e division du 1er corps de la 2e armée de Versailles. Il participe à la semaine sanglante.
Le 45e régiment d'infanterie de marche fusionne le 12 octobre dans le 45e régiment d'infanterie de ligne.